# Haploolophus mollissima
Haploolophus mollissima är en fjärilsart som beskrevs av Achille Guenée 1852. Haploolophus mollissima ingår i släktet Haploolophus och familjen nattflyn. Inga underarter finns listade i Catalogue of Life.